# Maculabatis toshi
Maculabatis toshi is een vissensoort uit de familie van de pijlstaartroggen (Dasyatidae). De wetenschappelijke naam van de soort is voor het eerst geldig gepubliceerd in 1939 door Whitley.